# Literatura Lak

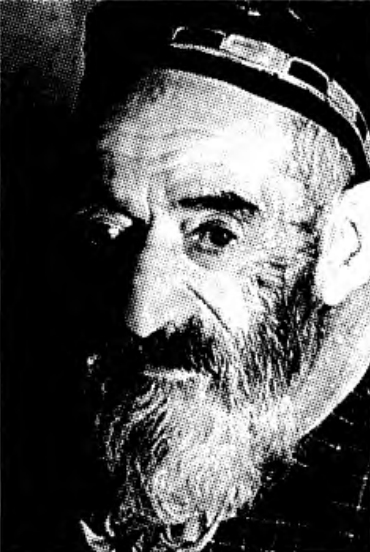
Abutalib Gafurov

A Literatura Lak é a parte literária da língua lak. 

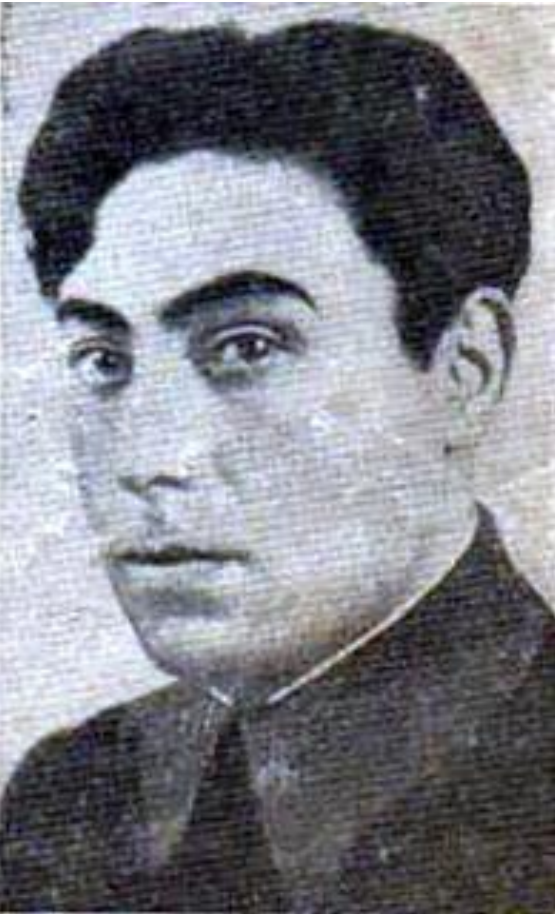
Effendi Kapiev

## História
No início do século XVIII, vários trabalhos científicos foram traduzidos do persa e do árabe o idoma lak. Esse fato é considerado o marco zero da literatura lak. A partir de meados do século XIX, livros e jornais passaram a ser publicados no idioma. 
Duas eras principais podem ser identificadas no desenvolvimento da literatura lak: literatura do período feudal e a era da conquista russa, e literatura do período soviético  e pós-soviético. Nos séculos XVII e XIX foram escritos poemas de conteúdo principalmente religioso em árabe. A literatura lak teve auge no período pós-revolucionário. 
A literatura Lak pós-revolução russa inclui os trabalhos de Garun Saidov (1891-1919), Said Gabiyev, Hadji Murad Amitaev (Lutfi) (m. 1918) e outros. A poesia lírica desse período é marcada por características de romantismo e realismo. Na década de 1930, a literatura Lac embarcou no caminho do realismo socialista. Coleções de poemas de A. Gafurov, Yu. Khappalayev são publicadas. Durante esse período, os trabalhos de Ibrahim Khalil Kurban Aliyeva, Ahmed Karadi Zaku-Zade (Kurdi) e Mueddin (Murad) Charinov se tornaram populares. O primeiro trabalho da dramaturgia do Daguestão - o drama de G. Saidov na língua lak - “Tinkers” também é dessa época. O tesouro da literatura do Daguestão inclui os livros de Efendi Kapiev (1909-1944), "Stone Carving" (1940) e "Poeta" (Prince 1-2, publicado em 1944).   

## Alguns escritores famosos da literatura lak
- Abdullaev, Alexi Sarievich (1940-1995)
- Abdullaev, Shahmardan Hasan-Huseynovich (1940-1995)
- Adamov, Adam Magomedovich (1931-2005)
- Aidamirov, Ziyautdin Aidamirovich (1928-2009)
- Aliev, Minkail Alievich (1907-1983)
- Aliev, Dzhabrail Musaevich (nascido em 1965)
- Aminov, Magomed-Zagid Amirsheikhovich (1938-1994)
- Amirov, Valery Magomedovich (nascido em 1939)
- Bashaev, Magomed Gadzhievich (1910-1979)
- Bashaev, Ruslan Magomedovich (nascido em 1953)
- Gabiev, disse Ibragimovich (1882-1963)
- Gafurov, Abutalib Gafurovich (1882-1975)
- Davydov, Mirza Shamkhalovich (nascida em 1939)
- Zakuev, Ahmed-Karadi (Ahmed-Kurdi) (1888-1968)
- Ibragimova, Mariam Ibrahimovna (1918-1993)
- Ilyasov, Khizri Ilyasovich (nascido em 1960)
- Kazhlaeva, Kurzi Mammaevna (nascido em 1926)
- Kamalov, Tsikhil Nimatullaevich (1943-2002)
- Kapiev, Effendi Mansurovich (1909-1944)
- Kurbanaliev, Ibragimkhalil Kurbanalievich (1891-1987)
- Kurbanova, Salimat Buttaevna (1920-2012)
- Magdiev, Daniyal Magomedovich (nascido em 1946)
- Mudunov, Abakar Alievich (nascido em 1918)
- Musaev, Suleiman Akhmedovich (nascido em 1942)
- Omarshaev, Abdurakhman Hasanovich (1903-1935)
- Saidov, Garun Saidovich (1891-1919)
- Khappalaev, Yusup Ramazanovich (1916-2006)
- Charinov, Muaddin (1893-1936)
- Chukundalav ( Gadzhiev, Magomedgadzhi Murtazaalievich ) (1862-1938)
- Shurpaeva, Miyasat Nazhmutdinovna (nascido em 1937)
- Efendiev, Valery Abdulovich (1942-2002)
- Yusupov, Nuratdin Abakarovich (1931-2000)

## Literatura
- Kassiev E. Ensaios sobre a pré-revolução lak . literatura, Makhachkala, 1959;
- Huseynaev A.G. e Kassiev E.U. Ensaios sobre literatura soviética lak, Makhachkala, 1964.
- Poesia de Charinov M. Lak, "Notícias da Sociedade para o Estudo e Estudo do Azerbaijão", Baku, 1926, nº 2.